# Lennie Hastings
Leonard „Lennie“ Hastings (* 25. Januar 1925 in Carshalton, Surrey, England; † 14. Juli 1978 in Isleworth, Middlesex) war ein britischer Jazz-Schlagzeuger und Bandleader des Dixieland Jazz.

## Leben und Wirken
Hastings begann ab 1942 in lokalen Bands in Surrey zu spielen; während des Zweiten Weltkriegs gehörte er einer Militärkapelle an. Nach Kriegsende jammte er mit Nevil Skrimshire, arbeitete dann bei Freddy Randall (1950–54) und Alex Welsh (1954–57), gefolgt von Engagements in lokalen Combos. In Düsseldorf leitete er 1957 und erneut 1959/60 ein Ensemble, spielte dann kurz bei Nat Gonella, bevor er für ein Jahrzehnt zu Welsh zurückkehrte. Daneben wirkte er auch bei Aufnahmen von Earl Hines, Rex Stewart, Eddie Lockjaw Davis, Ben Webster und Bill Coleman mit. 1972 verließ er aus gesundheitlichen Gründen Welshs Band und gründete eine kurzlebige eigene Formation, in der Nick Stevenson (Trompete), Ron Brown (Posaune), Malcolm Everson (Klarinette/Baritonsaxophon), Martin Taylor (Gitarre), Jamie Evans (Piano) und Peter Skivington (Bass) spielten. Ende der 1970er Jahre entstanden noch Aufnahmen mit Brian Lemon, Stan Greig, Dave Shepherd und Fred Hunt. In seinen späteren Jahren spielte er im Londoner Pizza Express Club und tourte mit Wild Bill Davison und Ruby Braff. Kurz vor seinem Tod an den Folgen eines Schlaganfalls im Februar 1978 leitete er noch ein eigenes Quartett.

## Lexikalischer Eintrag
- John Chilton Who's Who of British Jazz. London 2004 (2. Auflage)